# Tomigerus
Tomigerus é um gênero de gastrópodes terrestres da família Bulimulidae. Algumas espécies estão presentes no Brasil.

## Espécies
Este gênero contém as seguintes espécies:
- Tomigerus clausus (Spix, 1827)
- Tomigerus corrugatus (Ihering, 1905)
- Tomigerus esamianus (Salgado & Coelho, 1990)
- Tomigerus laevis (Ihering, 1905)
- Tomigerus matthewsi (Salgado & Leme, 1991)
- Tomigerus pilsbryi (Baker, 1914)
- Tomigerus rochai (Ihering, 1905)
- Tomigerus gibberulus (Burrow, 1815) - Extinto
- Tomigerus turbinatus (Pfeiffer, 1845) - Extinto